# 비에노테리움
비에노테리움(Beinotherium)은 중국 쥐라기 초기에 메이 니엔 비엔(Mei Nien Bien)에 의해 발견된 키노돈트이다. 당시 키노돈트에 비해서는 큰 크기였지만, 루펭기아(Lufengia)와 밀접한 관련이 있으며, 중국 루펑층(Lufeng Formation)에서 발견된 가장 큰 트리틸로돈트류이다. 비에노테리움은 네 개의 앞니를 지니고 있었다. 송곳니가 없고 뒷 어금니 같은 이빨을 가지고 있었는데, 이 이빨은 질긴 식물을 씹을 때 도움을 주었을것으로 추정된다.

## 특징
비에노테리움은 다른 트리틸로돈트류에 비해 몸집이 컸으며, 두개골에 노출된 상악골, 비정상적으로 넓은 규페(치아 사이의 틈) 및 얇은 광대뼈로 정의된다.